# Boulton Paul P.6
Boulton Paul P.6 – brytyjski lekki samolot eksperymentalny z okresu międzywojennego

## Historia
W związku z zakończeniem I wojny światowej wytwórnia Boulton Paul Aircraft Ltd. z braku zamówień ze strony lotnictwa wojskowego i zakończeniem prac nad samolotem Boulton Paul Bobolink przystąpiła w 1918 roku do opracowywania samolotu eksperymentalnego. Samolot ten miał być przeznaczony dla lotnictwa cywilnego. W związku z obowiązywaniem jeszcze Regulaminu Obronnego (ang. Defence Regulations) zwrócono się do Ministerstwa Lotnictwa, gdzie uzyskano zgodę na jego budowę. Otrzymał nr X.25  i był to ostatni samolot w rejestrze prowadzonym w myśl tego regulaminu.
Konstrukcja tego samolotu została oparta na konstrukcji samolotu Sopwith Camel, lecz wykazywał szereg zmian oraz zastosowaniem silnika widlastego. Zbudowany samolot otrzymał oznaczenie P.6. Nie jest znana dokładana data jego oblotu, lecz już na początku 1919 roku samolotem tym latał dyrektor departamentu sprzedaży wytwórni, a w marcu 1919 roku lot wykonała tym samolotem Pani Dawson Paul. Był wtedy samolotem fabrycznym, wykorzystywanym do promocji wytwórni Boulton Paul.
W 1919 roku wystawiono ten samolot na sprzedaż za kwotę 600 funtów, lecz nie znaleziono chętnego na jego zakup. Natomiast stał się on podstawą do budowy samolotu Boulton Paul P.9, który był w zasadzie większą wersją tego samolotu.

## Użycie w lotnictwie
Prototypy samolotu Boulton Paul P.6 był wyłącznie używany w wytwórni Boulton Paul, jako samolot fabryczny i służył do reklamy i promocji wytwórni. Posiadał on nr rej. G-EACJ nadany 20 maja 1919 roku. 

## Opis techniczny
Samolot P.6 był dwupłatem o konstrukcji drewnianej. Kadłub miał przekrój prostokątny, kryty płótnem. W dziobie kadłuba mieściły się dwie odkryte kabiny – pierwsza pilota, druga pasażera. 
Skrzydła o konstrukcji drewnianej, dolne zostały zamontowane do kadłuba, górne zestrzałami do kadłuba i dolnego skrzydła 
Podwozie klasyczne, stałe z płozą ogonową.   
Napęd stanowił silnik widlasty V8, umieszczony z przodu kadłuba, napędzający śmigło ciągnące, cztero-łopatowe. 